# 玳瑁芋螺
玳瑁芋螺（学名：Conus fulmen）为芋螺科芋螺屬下的一个种。